# Vete, vapen och virus
Vete, vapen och virus är den svenska titeln på Guns, Germs, and Steel, en bok från 1997 av Jared Diamond, professor i fysiologi vid University of California i Los Angeles. Den belönades 1998 med Pulitzerpriset och The Aventis Prizes for Science Books. En dokumentär baserad på boken har gjorts av National Geographic Society.[källa behövs] Den svenska översättningen publicerades på Norstedts förlag 1999 i översättning av Inger Johansson och har nyutgivits senast 2020 (bokförlaget Volante).
Undertiteln lyder "En kort sammanfattning av mänsklighetens historia under de senaste 13 000 åren", men boken är inte bara en redogörelse för det förgångna, den försöker även förklara varför de eurasiska civilisationerna har överlevt och utkonkurrerat andra samt vederlägga tron att dess hegemoni skulle bero på intellektuell eller moralisk överlägsenhet. Diamond menar att makt- och teknologiklyftorna mellan olika mänskliga samhällen inte beror på kulturella eller rasmässiga skillnader, utan snarare har sitt ursprung i geografiska skillnader som förstärks av återkoppling.
Diamond menar att de yttersta orsakerna till skillnader i utveckling mellan olika samhällen går att finna i dessa samhällens geografiska förutsättningar. De geografiska förutsättningar som Diamond pekar ut är tillgången på domesticerbara djur och växter samt ett gynnsamt klimat och goda förutsättningar för kunskapsutbyten mellan olika civilisationer. Han argumenterar komparativt och jämför de geografiska förutsättningar som mänskliga samhällen i Eurasien (Nordafrika inkluderat) haft med förutsättningarna hos samhällen i Amerika, Australien och Afrika söder om Sahara för att förklara skillnaderna i utvecklingstakt hos de samhällen som uppstått på dessa vitt skilda platser.

## Innehåll
Berättelsen börjar med Diamonds hågkomst av en konversation med en papuan vid namn Yali. Under konversationen ställde Yali frågan om varför vita människor producerat så mycket varor och varför befolkningen i Papua Nya Guinea producerat så litet. Diamond omformulerar frågan och menar att bokens syfte är att ge svar på frågan varför människans utveckling har varit så ojämn och skett i så olika takt på de sex befolkade kontinenterna.
Diamond refererar till tidigare forskning som visar på att matproduktion har uppkommit i minst fem olika områden utan yttre influenser. Dessa är den bördiga halvmånen i Mellanöstern, Kina, Mesoamerika, Anderna samt östra USA. Matproduktion utvecklades först i den bördiga halvmånen cirka 8500 f.Kr. där bland annat vete och ärter var några av de första domesticerade arterna. Matproduktionen utvecklades, enligt Diamond, utan någon skarp gräns från de tidigare jägar-samlar-samhällena. Han visar att ett flertal folkgrupper lever och har levt med en blandning av jordbruk och jakt och samling samt också proto-jordbruk. Australiska urinvånare har till exempel levt av jams utan att i strikt mening odla det. De skär av de ätliga jordstammarna men stoppar tillbaka stjälken så att plantan kan växa upp igen. Diamond menar att den första matproduktionen antagligen uppkommit som ett komplement till jakt och samlande för att minimera risken för svält. Diamond finner fem faktorer som varit viktiga för matproduktionens uppkomst och spridning: vikande tillgång på vild föda, ökad tillgång på odlingsbara växter, utvecklande av metoder och verktyg som senare matproduktionen skulle bli beroende av, ökande folktäthet och matproducenterna kunde i många fall genom att de snabbt blev fler driva bort och döda kringboende jägar-samlare om inte dessa folk också anammade de nya teknikerna.
Diamond redovisar sin teori om varför matproduktionen uppkom och utvecklades på vissa ställen och inte på andra och varför hade den så olika inverkan och spridning i olika delar av världen. Många av de sädesslag som domesticerades i den bördiga halvmånen kunde snabbt selekteras till att få gynnsamma egenskaper som hämmade deras fröspridning, till exempel ärtväxter. Dessa vilda växter kunde således relativt enkelt domesticeras. Ett flertal växter med goda egenskaper för domesticering fanns också vilt i dessa områden. Många storkorniga gräs fanns till exempel vilt förekommande i den bördiga halvmånen, medan de bara fanns två i norra Australien. Det fanns också riklig tillgång på domesticerbara djur i den bördiga halvmånen. Av de större däggdjursarter som har varit kandidater för domesticering har 13 av 14 totalt domesticerats i Eurasien. Detta gynnsamma utbud både av domesticerbara djur och växter gav Eurasien ett utmärkt försprång jämfört med andra områden.

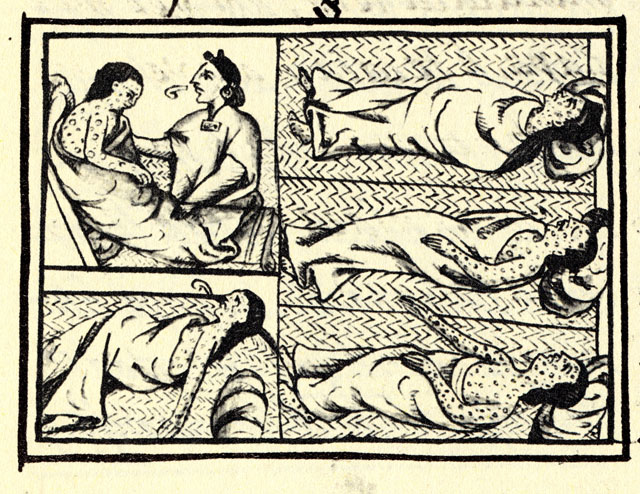
Florentinsk målning från 1500-talet som avbildar medlemmar av Nahua-folket med smittkoppor.

Spridningen från ursprungsområdena underlättades eller försvårades också, enligt Diamond, av kontinenternas geografiska utformning. Den öst-västliga axeln som Eurasien breder ut sig över underlättar spridning av grödor och djur då dessa befinner sig inom en liknande klimatzon, det finns heller inga stora geografiska barriärer som försvårar spridningen kraftigt. På så vis kunde grödor spridas mellan den bördiga halvmånen och östra Asien relativt enkelt. Amerika hade däremot ett mycket sämre utgångsläge. Kontinenten breder ut sig längs en nord-sydlig axel som hämmar spridning genom att plantor som skall spridas från ett gynnsamt område till ett liknande ofta behöver färdas genom andra klimatområden. Spridningen av växter och djur mellan Anderna och Mesoamerika försvårades till exempel av regnskogarna i Centralamerika. På samma sätt försvårades spridningen av grödor ned till nuvarande Sydafrika som hade ett gynnsamt klimat för grödor som härstammat från Eurasien av Afrikas nord-sydliga utbredning (spridningen av boskap försvårades också av tsetseflugan).
Genom att leva i närheten av boskap under flera tusen år utvecklades också sjukdomar genom överföring av olika mikrober från djur till människa. Boskapsskötande befolkningar utvecklade så småningom ett skydd genom att mutationer som gav skydd mot sjukdomen främjades. Detta genetiska skydd mot sjukdomar hade man inte i de samhällen som mötte de eurasiatiska folken. Särskilt påtagligt blev denna sjukdomschock i och med den europeiska koloniseringen av Amerika där urinvånarna drabbades av omfattande pandemier som decimerade befolkningarna. Koloniseringen av Amerika blev således mycket enklare för européerna då befolkningarna var kraftigt försvagade av sjukdomarna som européerna fört med sig. Att så många sjukdomar inte drabbade européer i mötet med amerikanerna kan förklaras med att de amerikanska urinvånarna hade haft en mycket kortare period som de nyttjade boskap samt att de hade väldigt få boskapsdjur i jämförelse med européerna.
Ytterligare innovationer som matproduktionen öppnade upp för var skriftspråket och en omfattande teknisk utveckling genom att bofastheten och matproduktionsöverskottet möjliggjorde specialisering och sysslor utanför matproduktionen. Matproduktionens utvecklingen ledde också till allomfattande samhällsförändringar, genom matöverskottet kunde samhället skiktas och fler och fler kunde ta nya roller i samhället som styrde dess organisation. Genom dessa nya samhällsformer överfördes matöverskottet från populasen till den härskande eliten. Diamond menar att samhällskomplexiteten och matöverskottet är en självgenererande process som ömsesidigt stimulerar varandra. Den ”lyckade” matproduktionen ger upphov till en säsongsbunden arbetskraft som utanför jordbrukssäsongen kan ägna sig åt ytterligare arbete som bestäms av den härskande staten, den ger ett upphov till ett överskott som skapar utrymme för specialisering samt att den ger upphov till bofasthet vilket ytterligare ger möjlighet att skapa bestående ägodelar och utvecklandet av avancerad teknologi. Icke-hierarkiskt organiserade samhällen klarar enligt Diamond av det tryck som befolkningsökningen ställer på utrymme, logistisk, administration och ekonomiska realiteter. Detta betyder dock inte att övergången till matproduktionen ledde till minskande arbete för populasen. Diamond visar att även om matproduktionen ökat explosionsartat arbetar de flesta mer nu än vad många jägare-samlare gjorde och gör i sina samhällen. Spridningen av innovationer såsom skriftspråket underlättades i Eurasien på samma sätt som jordbruket av kontinentens öst-västliga axel. Dessa samhällen konkurrerar också med varandra vilket i sin tur driver utvecklingen mot komplexare samhällsformer. Matproduktionen, samhällskonkurrensen och teknikspridningen mellan samhällen var grunden till den geografiska variationen i utveckling av både avancerade teknologi, mikrober och avancerade samhällsorganisationer.